# Johannes van Doelen

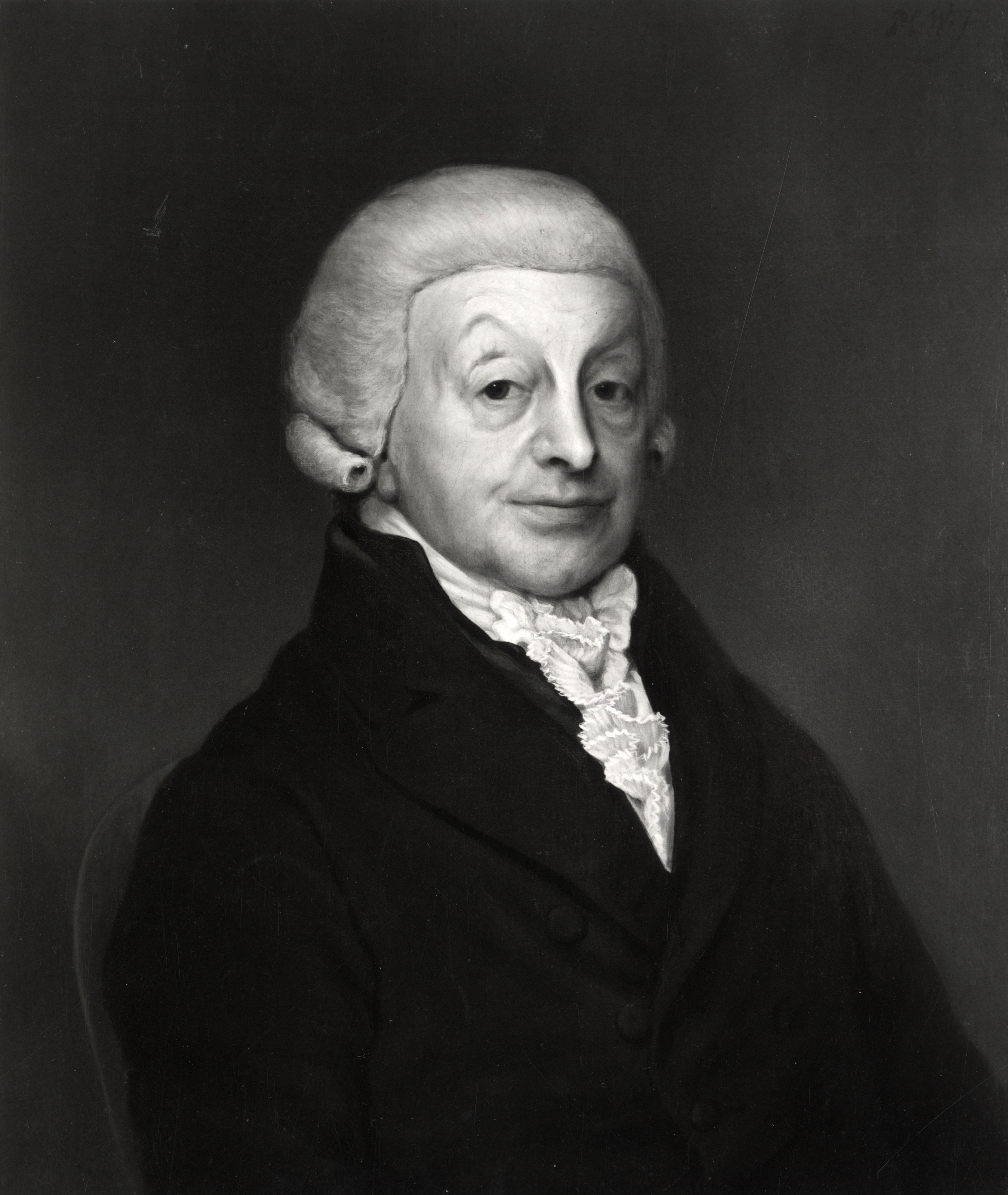
Portret van Johannes van Doelen (1815)

Johannes van Doelen (Deventer, 1751 – Utrecht, 31 december 1828) was burgemeester van Utrecht van 1824 tot 1827.

## Biografie
Van Doelen was een zoon van Martinus van Doelen en Elisabeth Verweij, afkomstig uit Utrecht. Hij werd geboren en groeide op in Deventer, waar hij de Latijnse school bezocht. In Utrecht studeerde hij rechten, waarin hij op 17 maart 1774 promoveerde.
Hij werd secretaris van de Staten van Utrecht en kanunnik van het kapittel van Sint Jan.
Van Doelen was in 1788 getrouwd met Johanna Carolina Arnodina Loten (2 februari 1753-23 juli 1823).